# Perissus griseus
Perissus griseus är en skalbaggsart som beskrevs av J. Linsley Gressitt 1935. Perissus griseus ingår i släktet Perissus och familjen långhorningar.
Artens utbredningsområde är Taiwan. Inga underarter finns listade i Catalogue of Life.